# Comune di Egebjerg
Il comune di Egebjerg fino al 1º gennaio 2007 è stato un comune danese situato nella Contea di Fionia e sull'isola omonima. Il comune aveva una popolazione di 8 924 abitanti (2006) e una superficie di 124 km². Capoluogo era la cittadina di Vester Skerninge.
Dal 1º gennaio 2007, con l'entrata in vigore della riforma amministrativa, il comune è stato soppresso e accorpato ai comuni di Svendborg e Gudme per dare luogo al riformato comune di Svendborg compreso nella regione della Danimarca Meridionale (Syddanmark).